# سوراخ کردن تخمدان
سوراخ کردن تخمدان (انگلیسی: Ovarian drilling) که همچنین به عنوان حرارت‌درمانی تخمدان با لاپاروسکوپی نیز شناخته می‌شود، یک تکنیک جراحی برای سوراخ کردن غشای اطراف تخمدان با پرتو لیزر یا سوزن جراحی با استفاده از روش‌های لاپاراسکوپی کم تهاجمی است. این عمل با «برداشتن تخمدان به صورت گُوِه‌ای» که شامل برش بافت آن است، متفاوت است. روش‌های کم‌تهاجمی سوراخ کردن تخمدان جایگزین «برداشتن تخمدان به صورت گُوِه‌ای» شده‌است. سوراخ کردن تخمدان به برداشتن گُوِه‌ای ترجیح داده می‌شود زیرا برش در تخمدان ممکن است باعث چسبندگی شود که ممکن است با عوارضی بالقوه پس از عمل همراه باشد. سوراخ کردن تخمدان و برداشتن گُوِه‌ای تخمدان یکی از گزینه‌های درمانی برای کاهش میزان بافت تولیدکننده آندروژن در زنان مبتلا به سندرم تخمدان پلی‌کیستیک است. سندرم تخمدان پلی‌کیستیک علت اصلی عدم تخمک‌گذاری است که منجر به ناباروری زنان می‌شود. القای چرخه‌های تک تخمک‌گذاری می‌تواند باروری را بازیابی کند.
سوراخ کردن تخمدان با لاپاراسکوپی (LOD) ممکن است اثربخشی سایر درمان‌های القای تخمک‌گذاری را بهبود بخشد و در مقایسه با سایر گزینه‌های درمانی مانند مصرف گنادوتروپین‌ها، میزان بارداری چندقلویی را کاهش دهد. داروی خوراکی کلومیفن سیترات گزینه نخست درمان برای ناباروری مرتبط با سندرم تخمدان پلی‌کیستیک است، با این حال یک پنجم زنان به این دارو مقاوم هستند و تخمک‌گذاری نمی‌کنند. اگر درمان به مدت شش ماه در دوز مناسب با شکست مواجه شود، بیماران مقاوم در نظر گرفته می‌شوند. سوراخ کردن تخمدان یک جایگزین جراحی برای درمان با داروی کلومیفن سیترات است، یا آنکه مصرفش در زنان مبتلا به اختلالات تخمک‌گذاری نوع دوم (مطابق طبقه‌بندی سازمان جهانی بهداشت) توصیه می‌شود. سایر گزینه‌های پزشکی غیرجراحی در درمان سندرم تخمدان پلی‌کیستیک شامل تجویز تاموکسیفن (یک تعدیل‌کننده گیرنده استروژن)، مهارکننده‌های آروماتاز، داروهای حساس‌کننده به انسولین و تحریک هورمونی تخمدان هستند. در بیماران مبتلا به سندرم تخمدان پلی‌کیستیک اثربخشی روش جراحی مشابه درمان با کلومیفن یا گنادوتروپین برای تخمک گذاری القایی است، اما منجر به حاملگی‌های چند قلویی کمتری در هر بارداری در حال انجام می‌شود، صرف نظر از اینکه این تکنیک به صورت یک طرفه یا دوطرفه انجام شود.
اگر بیماران شش ماه پس از شروع مجدد تخمک‌گذاری از طریق روش سوراخ کردن تخمدان باردار نشوند، ممکن است درمان دارویی مجدداً شروع شود یا لقاح مصنوعی در نظر گرفته شود.

## اثرهای هورمونی
بخشی از معیارهای تشخیص سندرم تخمدان پلی‌کیستیک شامل افزایش سطح آندروژن در جریان خون یا سایر علائم آندروژن اضافی (هایپرآندروژنیسم) است. این روش باعث کاهش سطح آندروژن سرم و احتمالاً سطح استروژن می‌شود. پس از تخریب فولیکول‌های تخمدان و استروما، کاهش سطح این هورمون‌ها صورت می‌پذیرد. این روش منجر به کاهش هورمون لوتئینی در پلاسما (LH) و همچنین کاهش دوره‌ای در سطوح اینهیبین بی می‌گردد. محتمل‌ترین نظریه این است که کاهش غلظت این هورمون‌ها منجر به افزایش ترشح هورمون محرکه فولیکولی (FSH) و گلوبولین متصل‌شونده به هورمون جنسی می‌شود که منجر به بلوغ و تخمک‌گذاری مؤثر فولیکولی می‌گردد. غلظت پایین استرادیول سرم با کاهش فعالیت آروماتاز مرتبط است. فاکتورهای رشد التهابی مانند فاکتور رشد شبه انسولین ۱ به‌دلیل آسیب وارده، تولید می‌شوند و به اثرهای هورمون محرکه فولیکولی از طریق جریان خون بیشتر و تحویل گنادوتروپین کمک می‌کنند. سطوح گردشی و درون فولیکولی هورمون ضد مولری (AMH) که می‌تواند به سنجیدن فعالیت فولیکول تخمدان قابل جذب کمک کند، پس از سوراخ کردن تخمدان با لاپاراسکوپی در زنان مبتلا به سندرم تخمدان پلی‌کیستیک کاهش می‌یابد.

## روش انجام
وقتی پزشک تشخیص داد که سوراخ کردن تخمدان روشی مناسب برای درمان است و بیمار تصمیم به انجام این درمان گرفت، رضایت‌نامه‌ای از بیمار گرفته می‌شود و خطرات این عمل به بیمار گوشزد می‌شود.
متداول‌ترین روش انجام شده با سوزن یا قلاب تک قطبی به دلیل در دسترس بودن تجهیزات و انجام ساده است. سایر ابزارهای رایج شامل استفاده از الکترودهای جراحی الکتریکی دوقطبی یا لیزر دی‌اکسید کربن، آرگون یا ان‌دی-یاگ است. این ابزار دقیق توانایی تولید نتایج مورد نظر را با رویکردی بسیار متمرکز دارد. به‌طور معمول، یک کوتر کالبدشکاف الکتریکی ۱۰۰ وات ابتدا برای عبور از قشر تخمدان استفاده می‌شود، سپس انعقاد الکتریکی با ۴۰ وات انجام می‌شود، اما میزان آن بین ۳۰ تا ۴۰۰ وات متفاوت است. سوراخ‌های جراحی بر روی قشر تخمدان انجام می‌شوند و معمولاً ۴ تا ۱۰ میلی‌متر عمق و ۳ میلی‌متر عرض دارند. تعداد سوراخ‌ها با توانایی بیمار در باردارشدن ارتباط دارد - مشخص شده‌است که پنج تا ده سوراخ، با احتمال بیشتری برای حاملگی مورد همراه است. سوراخ کردن تخمدان به روش لاپاراسکوپی، یا از طریق ناف (کالدوسکوپی) یا از درون واژن (فرتیلوسکوپی) انجام می‌شود.

## خطرها
اگر چه این روش، به دادن برش روی تخمدان ترجیح داده می‌شود، اما سوراخ کردن تخمدان خطراتی دارد. این موارد عبارتند از: ایجاد چسبندگی لگنی، خونریزی، آمبولی هوا، پنوموتوراکس، نارسایی زودرس تخمدان، اختلال عملکرد تخمدان در دراز مدت، ایجاد سندرم تحریک بیش از حد تخمدان، تشکیل چسبندگی، ناباروری و چندقلوزایی. سوراخ کردن تخمدان با روش هیدرولاپاروسکوپی ترانس‌واژینال (THL) ممکن است خطر تشکیل چسبندگی درمان‌زاد (یاتروژنیک) و کاهش ذخیره تخمدانی (DOR) را که ممکن است بر باروری تأثیر بگذارد، به حداقل برساند. سوراخ کردن تخمدان با لاپاراسکوپی (LOD) سبب کاهش ذخیره تخمدان نمی‌شود. خطر حوادث الکتریکی با جریان الکتریسیته وجود دارد. یک عارضه نادر سوراخ کردن تخمدان با لاپاراسکوپی، آسیب به عروقی اصلی است، که عمدتاً در عروق کوچک در دیواره قدامی شکم زمانی که سوزن Veress و تروکار در ابتدای عمل وارد شکم می‌شود.

## مزایا
در مجموع خطر بروز سندرم تحریک بیش از حد تخمدان و چندقلوزایی با روش سوراخ کردن تخمدان در مقایسه با سایر روش‌ها، کمتر است. مزایای این روش همچنین شامل درمان منفرد آن است، برخلاف چندین بار تلاش برای القاء تخمک‌گذاری با دارو. از دیگر مزایای این تکنیک می‌توان به مقرون‌به‌صرفه بودن و انجام آن به صورت بیمار سرپایی اشاره کرد.

## تاریخچه
سوراخ کردن تخمدان برای اولین بار در سال ۱۹۸۴ در درمان سندرم تخمدان پلی‌کیستیک مورد استفاده قرار گرفت و از آن پس به عنوان یک جراحی ایمن و مؤثر تکامل یافته‌است. پس از انجام روش سوراخ کردن تخمدان با لاپاروسکوپی در بیماران مقاوم به کلومیفن سیترات در سال ۱۹۸۴، ژانس و همکاران دریافتند که این روش میزان تخمک‌گذاری را ۴۵ درصد و میزان بارداری را ۴۲ درصد افزایش می‌دهد. در سال ۱۹۸۸، روشی دیگری که کمی با روش ژانس متفاوت بود و طی آن در چند ناحیه کوچک با استفاده از لاپاروسکوپی تخمدان‌ها را سوراخ می‌کردند؛ باعث کاهش ترشح ضربانی هورمون لوتئینی و پاسخ‌دهی بیشتر هیپوفیز طی درمان سندرم تخمدان پلی‌کیستیک شد. در سال ۱۹۸۹، سوراخ کردن تخمدان با روش تبخیر لیزری آرگون، دی‌اکسید کربن (CO2) یا پتاسیم-تیتانیل-فسفات (KTP) انجام شد که باعث تخمک‌گذاری خودبه‌خود در ۷۱ درصد از افراد تحت درمان شد. این روش در درمان بیماران مبتلا به مقاومت به کلومیفن سیترات به تدریج اصلاح یافت و اینک رایج شده‌است.